# Caryomys
A Caryomys az emlősök (Mammalia) osztályának rágcsálók (Rodentia) rendjébe, ezen belül a hörcsögfélék (Cricetidae) családjába tartozó nem.
Korábban a Caryomys-fajokat az Eothenomys nembe sorolták.

## Rendszerezés
A nembe az alábbi 2 faj tartozik:
- Caryomys eva Thomas, 1911
- Caryomys inez Thomas, 1908 – típusfaj